# Championnats du monde de marathon (canoë-kayak) 2005
Navigation
Championnats du monde de marathon 2004 Championnats du monde de marathon 2006
Les 13e championnats du monde de marathon en canoë-kayak de 2005 se sont tenus à Perth en Australie, sous l'égide de la Fédération internationale de canoë.
La course a une distance de 28,8 kilomètres

## Podiums

### Sénior

#### K1
| Rang               | Athlète                | Pays             | Temps           |
| ------------------ | ---------------------- | ---------------- | --------------- |
| Médaille d'or      | Manuel Busto Fernández | Espagne          | 2 h 34 min 37 s |
| Médaille d'argent  | Emilio Merchan Alonso  | Espagne          | 2 h 34 min 40 s |
| Médaille de bronze | Ben Fouhy              | Nouvelle-Zélande | 2 h 35 min 54 s |

| Rang               | Athlète            | Pays        | Temps           |
| ------------------ | ------------------ | ----------- | --------------- |
| Médaille d'or      | Anna Hemmings      | Royaume-Uni | 2 h 16 min 20 s |
| Médaille d'argent  | Vivien Follath     | Hongrie     | 2 h 17 min 14 s |
| Médaille de bronze | Barbara Przybylska | Pologne     | 2 h 17 min 42 s |

#### K2
| Rang               | Athlète                                       | Pays    | Temps           |
| ------------------ | --------------------------------------------- | ------- | --------------- |
| Médaille d'or      | Manuel Busto Fernandez Oier Aizpurua Aranzadi | Espagne | 2 h 24 min 43 s |
| Médaille d'argent  | Viktor Szakaly Krisztian Szigeti              | Hongrie | 2 h 24 min 44 s |
| Médaille de bronze | Jorge Alonso Santiago Guerrero                | Espagne | 2 h 28 min 08 s |

| Rang               | Athlète                        | Pays           | Temps           |
| ------------------ | ------------------------------ | -------------- | --------------- |
| Médaille d'or      | Renata Csay Kornelia Szonda    | Hongrie        | 2 h 09 min 38 s |
| Médaille d'argent  | Donia Kamstra Alexa Lombard    | Afrique du Sud | 2 h 09 min 39 s |
| Médaille de bronze | Mette Barfod Anne Lolk Thomsen | Danemark       | 2 h 09 min 43 s |

#### C1
| Rang               | Athlète                 | Pays    | Temps           |
| ------------------ | ----------------------- | ------- | --------------- |
| Médaille d'or      | Edvin Csabai            | Hongrie | 2 h 20 min 02 s |
| Médaille d'argent  | Jose Alfredo Bea Garcia | Espagne | 2 h 20 min 16 s |
| Médaille de bronze | Attila Gyore            | Hongrie | 2 h 23 min 16 s |

#### C2
| Rang               | Athlète                                | Pays    | Temps           |
| ------------------ | -------------------------------------- | ------- | --------------- |
| Médaille d'or      | Edvin Csabai Attila Györe              | Hongrie | 2 h 12 min 10 s |
| Médaille d'argent  | Gabor Furdok Csaba Huttner             | Hongrie | 2 h 14 min 17 s |
| Médaille de bronze | Oscar Grana Blanco Ramon Ferro de Dios | Espagne | 2 h 14 min 35 s |

### Junior

#### K1
| Rang               | Athlète        | Pays      | Temps           |
| ------------------ | -------------- | --------- | --------------- |
| Médaille d'or      | Diego Cosgaya  | Espagne   | 1 h 33 min 37 s |
| Médaille d'argent  | Joaquin Nachon | Espagne   | 1 h 33 min 42 s |
| Médaille de bronze | David Smith    | Australie | 1 h 33 min 51 s |

| Rang               | Athlète         | Pays    | Temps           |
| ------------------ | --------------- | ------- | --------------- |
| Médaille d'or      | Stefania Cicali | Italie  | 1 h 43 min 23 s |
| Médaille d'argent  | Tamara Csipes   | Hongrie | 1 h 46 min 45 s |
| Médaille de bronze | Jennifer Egan   | Irlande | 1 h 46 min 46 s |

#### K2
| Rang               | Athlète                       | Pays        | Temps           |
| ------------------ | ----------------------------- | ----------- | --------------- |
| Médaille d'or      | Hector Sánchez Enrique García | Espagne     | 1 h 26 min 56 s |
| Médaille d'argent  | Andrew Daniels Allen Spencer  | Royaume-Uni | 1 h 26 min 57 s |
| Médaille de bronze | Joaquin Nachon Daniel Esteves | Espagne     | 1 h 27 min 00 s |

| Rang               | Athlète                      | Pays    | Temps           |
| ------------------ | ---------------------------- | ------- | --------------- |
| Médaille d'or      | Reka Hegyi Zomilla Hegyi     | Hongrie | 1 h 36 min 22 s |
| Médaille d'argent  | Judit Buchmüller Anikó Nagy  | Hongrie | 1 h 36 min 24 s |
| Médaille de bronze | Anna Alberti Stefania Cicali | Italie  | 1 h 39 min 42 s |

#### C1
| Rang               | Athlète           | Pays    | Temps           |
| ------------------ | ----------------- | ------- | --------------- |
| Médaille d'or      | Peter Nagy (en)   | Hongrie | 1 h 44 min 46 s |
| Médaille d'argent  | Márton Kövér      | Hongrie | 1 h 45 min 01 s |
| Médaille de bronze | Ruben Paz Dobarro | Espagne | 1 h 49 min 50 s |

## Tableau des médailles
| Rang  | Nation           | Or | Argent | Bronze | Total |
| ----- | ---------------- | -- | ------ | ------ | ----- |
| 1     | Hongrie          | 3  | 3      | 1      | 7     |
| 2     | Espagne          | 2  | 2      | 2      | 6     |
| 3     | Royaume-Uni      | 1  | 0      | 0      | 1     |
| 4     | Afrique du Sud   | 0  | 1      | 0      | 1     |
| 5     | Danemark         | 0  | 0      | 1      | 1     |
| -     | Nouvelle-Zélande | 0  | 0      | 1      | 1     |
| -     | Pologne          | 0  | 0      | 1      | 1     |
| Total | Total            | 6  | 6      | 6      | 18    |